# 필 버크
필 버크(Phil Burke, 1982년 1월 1일 ~ )는 아일랜드의 배우이다.

## 출연 작품

### 영화
- What Would Bear Do? (2013) - 윌리 역
- 윈드 워커스 (2015, Wind Walkers)
- 더티 위켄드 (2015, Dirty Weekend)
- Catch 22: Based on the Unwritten Story by Seanie Sugrue (2016)
- 실크 로드 (2021) - 콘로이 요원 역

### 텔레비전
- 헬 온 휠즈 (2011-16) - 미키 맥기네스 역